# 伦敦八分钟
伦敦八分钟（英語：London's 8 minutes）是由英国伦敦市政府策划、用于展现其作为第30届奥林匹克运动会主办城市的风采的节目。因為表演时间大致为8分钟，故得此名。表演分为上下两篇，上篇于2008年8月24日的北京奥运会闭幕式上演出，下篇则是于翌月17日的北京残奥会闭幕式上演出，表演地点均在俗称“鸟巢”的国家体育场。根据伦敦奥组委透露，表演共花费200万英镑，折合人民币约为2,530万元。

## 节目内容
表演的上下篇均采用红色双层巴士作为主体，不同的是在奥运会闭幕式上表演的贝克汉姆，在残奥会闭幕式上由轮椅篮球明星阿‧阿德皮坦替代。据节目创意总监斯蒂芬‧鲍威尔介绍，主体红色大巴代表了旅途，奥运会闭幕式上的8分钟是去北京的旅途；而残奥会闭幕式的8分钟则是回伦敦的旅途，到节目最后车门关闭，返回伦敦。

### 表演者
- 世界足球先生大卫·贝克汉姆
- 重金属乐队齐柏林飞船
- 吉他手吉米·佩齐
- 歌手利昂娜·刘易斯
- 英国皇家芭蕾舞团
- ZooNation街舞团
- CandoCo舞团（由一个残疾人舞蹈公司组建）
- 伦敦交响乐团

### 表演道具
- 伦敦标志性的红色双层巴士
- 奥运会会旗
- 名为“来自伦敦的邀请”的足球
- 雨伞
- 吉他

### 歌曲
- 齐柏林飞船的（《全部的爱》）

## 评价
关于“伦敦8分钟”的表演的评价褒贬不一，中国多数民众对节目表示肯定，认为节目很“平民化”，与此相反的是，该表演受到英国本土媒体和英国网民的批评。8月25日出版的伦敦《每日电讯报》一篇评论文章中，包括吉他手吉米·佩齐、伦敦市长在内的人物也遭到批评。